# 特奥多尔·科采尔卡
特奥多尔·科采尔卡（波蘭語：Teodor Kocerka，1927年8月6日—1999年9月25日），波兰男子赛艇运动员。他曾代表波兰参加1952年、1956年和1960年夏季奥林匹克运动会赛艇比赛，获得二枚铜牌。